# Stade Mariotti
Le Stade Mariotti (en italien : Stadio Mariotti), également connu sous le nom de Stade communal Mariotti (en italien : Stadio comunale Mariotti), est un stade de football italien, situé dans la ville d'Alghero, en Sardaigne.
Le stade, doté de 2 815 places, sert d'enceinte à domicile aux équipes de football du Polisportiva Alghero, du Fertilio Calcio et de l'Alghero 1945.

## Histoire
Le stade est l'installation sportive principale de la ville.
En 1999, le grand club de l'île du Cagliari Calcio joue deux matchs dans le stade, le premier contre une équipe de joueurs de la ville d'Alghero (victoire 1-0 de Cagliari). La seconde rencontre est disputée entre Cagliari et son rival insulaire de l'ASD Torres (Coupe de l'Amitié). Le match est arrêté à 2-2 à cause d'incidents entre tifosi.
Le 4 septembre 2004, il accueille la finale de la Supercoupe d'Italie féminine (victoire 5-0 du Torres Calcio Femminile sur l'ACF Milan).
En septembre 2007, le stade accueille le 2e tournoi international de football à 5 réservé aux forces de police, dont les bénéfices ont été reversés aux pauvres du Burkina Faso.
Le Stade Mariotti accueille chaque été de nombreux tournois de football locaux, tels que le Memorial Sanna Casti, le Trofeo Riviera del Corallo ou encore le Ciudad de l'Alguer.

## Événements
- 2004 : Finale de la Supercoupe d'Italie féminine de football